# Etambutol
Etambutól (EMB, E) sintetično bakteriostatično protituberkulozno zdravilo (antituberkulotik).  Običajno se kombinira z drugimi antituberkulotiki, kot so izoniazid, rifampicin in pirazinamid, v kombinacijah, ki se dajejo zlasti na začetku zdravljenja. Uporablja se tudi pri okužbah, ki jih povzročata Mycobacterium avium-intracellulare in Mycobacterium kansasii. Uporablja se peroralno (z zaužitjem).
Med pogoste neželene učinke spadajo motnje vida, bolečine v sklepih, slabost, glavobol in utrujenost. Drugi neželeni učinki so še motnje delovanja jeter in preobčutljivostne reakcije. Odsvetuje se pri bolnikih z vnetjem vidnega živca, znatno ledvično okvaro in pri otrocih, mlajših od pet let. Pri uporabi med nosečnostjo ali dojenjem niso poročali o škodljivih učinkih, vendar obstaja sum na težave z vidom pri otrocih, ki so bili izpostavljeni etambutolu med nosečnostjo. Njegovo delovanje naj bi temeljilo na motenju bakterijske celične presnove.
Etambutol so odkrili leta 1961. Uvrščen je na seznam osnovnih zdravil Svetovne zdravstvene organizacije, torej med najpomembnejša učinkovita in varna zdravila, potrebna za normalno zagotavljanje zdravstvene oskrbe. V Sloveniji ni registriranega zdravila z etambutolom.

## Klinična uporaba
Etambutol deluje proti bakteriji Mycobacterium tuberculosis, ki povzroča tuberkulozo. Običajno se kombinira z drugimi protituberkuloznimi zdravili, kot so izoniazid, rifampicin in pirazinamid. Uporablja se zlasti v kombinacijah, ki se dajejo zlasti na začetku zdravljenja; tako zdravljenje traja praviloma 2 meseca in sestoji iz treh ali štirih proti tuberkuloznih zdravil. Nato sledi večmesečno nadaljevalno zdravljenje, ki praviloma sestoji iz dveh zdravil.
Uporablja se tudi pri okužbah, ki jih povzročata Mycobacterium avium-intracellulare in Mycobacterium kansasii.

## Mehanizem delovanja
Mehanizem delovanja naj bi temeljil na motenju bakterijske celične presnove, in sicer zavira delovanje encimov arabinozil transferaz, ki so pomembni za tvorbo bakterijske celične stene.

## Odpornost proti zdravilu
Odpornost proti etambutolu je redka, pogostejša pa je pri bakterijskih sevih, ki so razvili odpornost tudi proti izoniazidu in rifampicinu.